# Linsleyonides portoricensis
Linsleyonides portoricensis är en skalbaggsart som först beskrevs av Fisher 1932.  Linsleyonides portoricensis ingår i släktet Linsleyonides och familjen långhorningar. Inga underarter finns listade i Catalogue of Life.